# نسيم بيدراد
نسيم بيدراد (بالفارسية: نسیم پدراد) و (بالفارسية: نسیم پدراد) هي ممثلة وكوميدية أمريكية إيرانية ولدت في يوم 18 نوفمبر 1981 في طهران، هاجرت مع عائلتها إلى الولايات المتحدة في سنة 1984، بدأت التمثيل في سنة 2005، إشتركت بتمثيل برنامج ساترداي نايت لايف، وفي سنة 2015 مثلت في مسلسل ملكات الصراخ ومسلسل الفتاة الجديدة وفي سنة 2019 فيلم علاء الدين.

## روابط خارجية
- نسيم بيدراد على موقع IMDb (الإنجليزية)
- نسيم بيدراد على موقع ألو سيني (الفرنسية)
- نسيم بيدراد على موقع ميوزك برينز (الإنجليزية)
- نسيم بيدراد على موقع أول موفي (الإنجليزية)
- نسيم بيدراد على موقع قاعدة بيانات الأفلام السويدية (السويدية)
- نسيم بيدراد على موقع قاعدة بيانات الفيلم (الإنجليزية)
- نسيم بيدراد على موقع كينوبويسك (الروسية)